# Ryszard Ordyński
Ryszard Ordyński de vrai nom Dawid Blumenfeld, né le 5 octobre 1878 à Maków Podhalański et décédé le 13 août 1953 à Varsovie est un scénariste, metteur es scène et réalisateur polonais.
Ryszard Ordyński fut l'une des personnes les plus influentes du cinéma et du théâtre en Pologne d'avant guerre.  Il fréquenta Leon Schiller, Artur Rubinstein et Stanisław Ignacy Witkiewicz, connut George Bernard Shaw et Charlie Chaplin. Il voyagea beaucoup à travers le monde et en tant que metteur en scène, il eut beaucoup de succès en Occident, dans des théâtres prestigieux tels que le Deutsches Theater et le Metropolitan Opera.
Dans les années 1930, il tourna en France cinq versions polonaises des productions américaines Paramount:  Tajemnica lekarza, Świat bez granic, Głos serca, Niebezpieczny raj et Kobieta, która się śmieje
À partir de 1934, il était président du Conseil suprême de l'industrie cinématographique en Pologne.
La carrière cinématographique d'Ordyński est interrompue par la Seconde Guerre mondiale. Bien que le réalisateur ne tourne plus aucun film, il reste toujours associé au cinéma pendant un certain temps. Pendant la guerre, il retourne aux États-Unis, où il travaille, entre autres dans la production de la célèbre comédie Jeux dangereux (1942) d'Ernst Lubitsch. Après 1945, Ordyński revient en Pologne et se consacre entièrement au théâtre. Il travaille au Théâtre polonais et au Nouveau Théâtre de Varsovie.

## Filmographie
- 1927 : Uśmiech losu
- 1927 : Mogiła nieznanego żołnierza d'après le roman éponyme d'Andrzej Strug
- 1928 : Pan Tadeusz
- 1930 : Janko le musicien d'après une nouvelle de Henryk Sienkiewicz
- 1930 : Tajemnica lekarza
- 1931 : Niebezpieczny raj
- 1931 : Głos serca
- 1931 : Świat bez granic
- 1931 : Kobieta, która się śmieje
- 1931 : Dziesięciu z Pawiaka
- 1932 : Pałac na kółkach
- 1935 : Sztandar wolności
- 1936 : Amerykańska awantura

## Anecdotes
- Il fut membre du jury de la Mostra de Venise en 1935, 1936, 1937 et 1938.